# José Nicolás de Azara
José Nicolás de Azara, Marquês de Nibbiano, (Barbastro, Aragão, 5 de dezembro de 1730 — Paris, 26 de janeiro de 1804) foi um político, diplomata e mecenas espanhol. Era o irmão mais velho do naturalista Félix de Azara.

## Biografia
Azara estudou direito e literatura em  Huesca e Salamanca. Como funcionário do Ministério de Assuntos Exteriores sob  Carlos III de Espanha, foi enviado em 1765 para Roma. Permaneceu na embaixada romana durante 33 anos, primeiro como procurador-geral e depois, de 1785 até 1798, como embaixador espanhol. Durante seu longo tempo de permanência em Roma distinguiu-se como um coletor de antiguidades e como patrono das artes.
Era um diplomata hábil e ativo. Participou da difícil e perigosa tarefa de expulsar os jesuítas da Espanha durante o papado do Papa Clemente XIV.  Com a morte do Papa Clemente XIV ajudou na eleição do Papa Pio VI. Pio VI teve que lidar no seu pontificado com a diminuição da influência da igreja. Azara mediou com êxito na disputa entre o Vaticano e José II da Áustria, que queria introduzir na Áustria uma igreja estatal.
Azara também teve um papel importante na negociação da  Paz de Basileia de 22 de julho de 1795 entre Espanha e França.  Quando os franceses ocuparam Roma pela segunda vez em 1798 retirou-se para Florença, onde o Papa Pio havia sido exilado. Após a deportação do papa e sua morte em Valença do Ródano, em 1799, Azara agiu em seu nome até que, em 1800, o Conclave elegeu como seu sucessor o Papa Pio VII.
Em março de 1798 foi nomeado embaixador da Espanha em Paris. Seguiu uma política de amizade com os franceses, firmando em 27 de março de 1802 a Paz de Amiens em nome de  Carlos IV de Espanha. Também negociou, forçado por seu governo, o Terceiro Tratado de São Ildefonso entre a a Espanha e a França, firmado em 1 de outubro de 1800, onde a Espanha cedia para a França os territórios da Luisiana nos Estados Unidos.
José Nicolás de Azara não foi só um diplomata importante, como também era um colecionador de artes e um mecenas.
Na Itália comprou uma coleção de pinturas gregas que presenteou a Carlos III, e que atualmente se encontram no Museu do Prado em Madri.  Também ajudou o cientista irlandês William Bowles (1720–1784), desconhecido até então, com uma tradução para o espanhol de sua obra "An Introduction to the Natural History and Physical geography of Spain", que permitiu sua publicação.
Apoiou principalmente o pintor e escritor  Anton Raphael Mengs, do qual era amigo, na edição e vendagem de suas obras.
Mesmo sem vínculo nenhum com a botânica, o gênero Azara da família das Salicaceae foi nomeado em sua homenagem.